# Берстет
Берстет (фр. Berstett) — коммуна на северо-востоке Франции в регионе Гранд-Эст (бывший Эльзас — Шампань — Арденны — Лотарингия), департамент Нижний Рейн, округ Саверн, кантон Буксвиллер. До марта 2015 года коммуна административно входила в состав упразднённого кантона Трюштерсайм (округ Страсбур-Кампань).
Площадь коммуны — 17,88 км², население — 2053 человека (2006) с тенденцией к росту: 2378 человек (2013), плотность населения — 133,0 чел/км².

## Население
Население коммуны в 2011 году составляло 2317 человек, в 2012 году — 2347 человек, а в 2013-м — 2378 человек.
| 1962 | 1968 | 1975 | 1982 | 1990 | 1999 | 2006 | 2008 | 2011 | 2012 | 2013 |
| ---- | ---- | ---- | ---- | ---- | ---- | ---- | ---- | ---- | ---- | ---- |
| 451  | 436  | 1274 | 1527 | 1679 | 1919 | 2053 | 2209 | 2317 | 2347 | 2378 |

Динамика населения:

## Экономика
В 2010 году из 1539 человек трудоспособного возраста (от 15 до 64 лет) 1194 были экономически активными, 345 — неактивными (показатель активности 77,6 %, в 1999 году — 72,9 %). Из 1194 активных трудоспособных жителей работали 1143 человека (596 мужчин и 547 женщин), 51 числились безработными (25 мужчин и 26 женщин). Среди 345 трудоспособных неактивных граждан 140 были учениками либо студентами, 139 — пенсионерами, а ещё 66 — были неактивны в силу других причин.

## Достопримечательности (фотогалерея)
- Ворота
- Мэрия и церковь